# Husband (Mondkrater)
Husband ist ein Einschlagkrater auf der Mondrückseite.

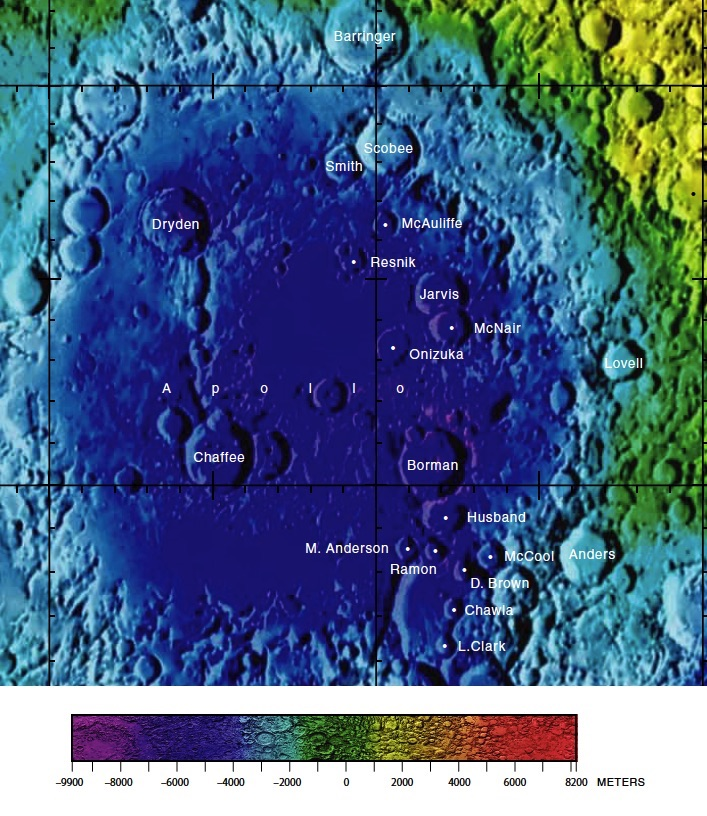
Topographische Karte des Apollo-Kraters, Husband im rechten, unteren Bildteil

Der Krater Husband befindet sich im südöstlichen Inneren des riesigen Kraters Apollo, zwischen Ramon im südlicher und Borman nördlicher Richtung. 
Bei einem Durchmesser von 31 km gibt es zwischen Kraterrand und Kraterboden einen Höhenunterschied von 2,88 km.
Der Krater wurde 2006 von der IAU offiziell nach dem US-amerikanischen Astronauten Rick Douglas Husband umbenannt, er war zuvor als Nebenkrater L von Borman geführt. Husband gehörte zur siebenköpfigen Crew der 2003 verunglückten Columbia-Mission STS-107, deren Mitglieder alle Namensgeber für Krater im Inneren von Apollo sind.